# Hermogène de Tarse
Pour les articles homonymes, voir Hermogène.
Hermogène de Tarse (Ἑρμογένης ὁ Ταρσεύς) est un théoricien de la rhétorique grecque ayant vécu à l'époque romaine, à la fin du IIe  et au début du IIIe siècle, dont l'œuvre a eu une grande influence de l'Antiquité jusqu'à la Renaissance.

## Biographie
Les deux sources principales à son sujet sont l'une des Vies des sophistes de Philostrate d'Athènes (II, 7), et la Souda, mais celle-ci transmet sur lui quelques légendes ridicules.
Son père s'appelait Kalippos. Hermogène fut dans le domaine de la rhétorique un « enfant prodige », d'une précocité extraordinaire, qui brillait en public par ses improvisations. Il avait quinze ans quand l'empereur Marc Aurèle voulut l'entendre lui-même, admira beaucoup sa prestation et le combla de présents. Mais à l'âge d'homme, poursuit Philostrate, ses facultés exceptionnelles d'orateur disparurent (« Ἀφῃρήθη τὴν ἕξιν »), et bientôt il ne fut plus remarquable du tout (« Εἷς τῶν πολλῶν νομιζόμενος »). Il s'agit simplement, semble-t-il, de la disparition de cette brillante faculté d'improvisation qu'il avait à l'adolescence. Désormais, il continua à exercer le métier de sophiste, mais sans plus aucun lustre particulier. Il vécut jusqu'à un âge avancé. Il fut surnommé « ὁ Ξυστήρ » (« le Racloir »), peut-être à cause de la méthode de composition des discours qu'il enseignait.
La Souda raconte que vers l'âge de vingt-quatre ans il perdit l'esprit (« Περὶ τὰ κδ' ἔτη ἐξέστη τῶν φρενῶν »), et que toute son œuvre date donc de sa prime jeunesse. Il s'agit visiblement d'une interprétation forcée des faits rapportés par Philostrate, peut-être inspirée aussi par une pique attribuée à un de ses rivaux nommé Antiochos (« ὁ ἐν παισὶ γέρων, ἐν δὲ γηράσκουσι παῖς », « vieillard parmi les enfants, enfant quand ceux de son âge vieillissaient »). Il est bien plus probable que c'est parce qu'à l'âge adulte il voyait diminuer ses succès d'orateur-improvisateur qu'il se reconvertit en théoricien de la rhétorique. La Souda, très en veine sur Hermogène, raconte aussi qu'après sa mort son cœur fut retrouvé intact et couvert de cheveux.

## Œuvre
Les ouvrages qui nous sont parvenus sous son nom sont les suivants :
- un recueil de Progymnasmata, très peu original et très semblable à celui d'Ælius Théon ;
- un traité intitulé Sur la constitution des causes (Περὶ τῶν στάσεων), introduction à la rhétorique proprement dite, où le maître distingue et définit les différentes catégories de causes que l'orateur peut avoir à plaider, et les classe d'après la manière dont se pose la question capitale ;
- un traité intitulé Sur l'invention (Περὶ εὑρέσεως), en quatre livres, dédié à un certain Julius Marcus, et consacré à l'invention oratoire dans les exordes (l. I), dans les narrations (l. II), dans l'argumentation (l. III), dans le style (l. IV) ;
- un traité intitulé Sur les espèces de style (Περὶ ἰδεῶν), en deux livres, le plus célèbre, et qu'Hermogène présente dans la préface comme un traité sans équivalent avant lui, où il caractérise avec une grande subtilité les différentes variétés de style oratoire (style clair, style grandiose, style âpre, style concis, etc., avec des subdivisions), en analysant à la fin, à titre d'exemples, le style de quelques auteurs ;
- un court traité intitulé Sur la méthode de l'éloquence (Περὶ μεθόδου δεινότητος), qui contient des remarques assez désordonnées sur diverses particularités du style oratoire.

Le corpus hermogénien ou corpus rhetoricum fut constitué au Ve siècle par un professeur de rhétorique qui voulut rassembler les écrits d'Hermogène, complétés par des Progymnasmata, commentaires et préambules autour des œuvres par des scoliastes. Néanmoins, il rassembla des écrits apocryphes : des Progymnasmata, Sur l'invention et Sur la méthode de l'éloquence
Parmi les œuvres perdues, il y a un commentaire des discours de Démosthène (Εἰς Δημοσθένην ὑπομνήματα) mentionné par Syrianos (et auquel Hermogène lui-même fait allusion dans son traité Sur la méthode de l'éloquence), et un ouvrage Sur l'exorde (Σύγγραμμα περὶ προοιμίου), mentionné dans une scholie. Le traité La Méthode de l'habilité est considéré comme perdu à moins qu'il ne fut jamais écrit.
L'œuvre d'Hermogène de Tarse eut une très grande diffusion et une immense célébrité pendant toute l'histoire postérieure de l'hellénisme, jusqu'à la fin de l'époque byzantine : il devint le maître par excellence de la rhétorique technique et pratique, qui était la base de l'enseignement. On conserve plusieurs commentaires de cette œuvre à travers les siècles : celui de Sopatros le Rhéteur (IVe siècle), celui de Syrianos (Ve siècle), celui de Troïlos de Sidon (Ve siècle), celui de Marcellinos (Ve siècle), et de l'époque byzantine, entre autres, celui de Jean Géomètre (Xe siècle), celui de Jean de Sicile (XIe siècle), celui de Jean Doxopatrès (XIe siècle), celui de Grégoire de Corinthe (XIIe siècle) et celui de Maxime Planude (XIIIe siècle). Les traités d'Hermogène étaient complétés dans l'enseignement par les Progymnasmata d'Aphthonios.
L'éditeur vénitien de la Renaissance Alde l'Ancien introduisit le corpus rhétorique d'Hermogène et d'Aphthonios en Europe occidentale dans le tome I de ses Rhetores Græci paru en novembre 1508. Il fut suivi par Christian Wechel, à Paris, en 1530/31. Parmi les autres éditions de ce corpus, il faut citer celle du Crétois François Portus, à Genève, chez Jean Crespin, en 1569. Plus récemment, l'édition de référence est celle d'Hugo Rabe (Hermogenis opera, Teubner, Leipzig, 1913, réimpr. 1969).
Il faut préciser toutefois que les Progymnasmata ont eu une destinée un peu différente en Occident : ils furent l'objet au VIe siècle d'une traduction-adaptation en latin par Priscien, sous le titre Præexercitamina, et donc furent connus au Moyen Âge avec l'œuvre de ce dernier, mais en revanche le texte grec ne fut retrouvé qu'au XVIIIe siècle (première édition par Arnold Heeren à Göttingen en 1791).
Michel Patillon a traduit le corpus entier en français, avec de nombreuses annotations et se chargea de son édition dans la collection Budé. Malcolm Heath a traduit le traité Sur les sujets (On issues), et Cecil W. Wooten le Sur les types de styles (On Types of Style) en anglais. Une traduction allemande du Peri Ideon a été publiée en 2006.
Mikael Johansson a tenté d'appliquer les schémas rhétoriques prônés par Hermogène sur les déclamations de Libanios qu'il pense influencé par lui. Annabel Patterson a écrit un ouvrage sur le style d'Hermogène et sur ses catégories rhétoriques, sur son influence à la Renaissance et ses écrivains comme William Shakespeare. Hugh Blair mentionne également Hermogène dans ses travaux sur la rhétorique.

## Homonymie
Il est question d'un autre Hermogène de Tarse que Domitien fit exécuter dans la Vie de Domitien de Suétone (§ 10 : « Item Hermogenem Tarsensem propter quasdam in historia figuras, librariis etiam, qui eam descripserant, crucifixis »). Il s'agissait donc d'un historien.